# Babymetal (album)
Babymetal è il primo album in studio del gruppo musicale giapponese Babymetal, pubblicato in Giappone il 26 febbraio 2014 dalla BMD Fox Records, filiale della Toy's Factory.

## Produzione
Nato da un'idea del produttore Kei Kobayashi (in arte Kobametal), il progetto Babymetal prese forma attorno al 2010, quando il trio venne chiamato a registrare in studio il brano Dokidoki morning. Partendo dal concetto di unire la musica delle idol giapponesi alle sonorità tipiche dell'heavy metal, il processo creativo dell'album coinvolse produttori e musicisti provenienti dai più disparati campi musicali, come Narasaki (Coaltar of the Deepers), Takashi Ueda (The Mad Capsule Markets) e Yuyoyuppe (musicista e produttore Vocaloid).
Il progetto si sviluppò intorno a Suzuka Nakamoto (Su-metal), le cui doti vocali e presenza scenica avevano favorevolmente impressionato Kobayashi. Per completare il trio vennero scelte Yui Mizuno (Yuimetal) e Moa Kikuchi (Moametal), anch'esse provenienti come Nakamoto dal gruppo idol delle Sakura Gakuin.
Nessuna delle tre ragazze era a conoscenza di cosa fosse la musica metal: parlando della registrazione dei primi singoli, Nakamoto confessò di non aver mai sentito un genere di musica così "pesante", e di essere inizialmente intimorita dall'immagine stessa della musica metal. In un'altra intervista anche Kikuchi rivelò di non sapere cosa aspettarsi quando fu invitata a unirsi al gruppo:
(Moa Kikuchi a Metal Hammer, 2016)
Dal momento che il disco uscì dopo che erano già stati pubblicati vari singoli, tutti molto diversi tra loro, Kobayashi espresse l'opinione che Babymetal rappresentasse per il gruppo una sorta di best of, un'opera che raccoglieva il meglio del materiale prodotto fino a quel momento, senza un vero filo conduttore.
Per la registrazione della traccia bonus Road of Resistance, il gruppo si avvalse inoltre della collaborazione alle chitarre di Herman Li e Sam Totman dei DragonForce. Kobayashi inviò una demo del brano ai due musicisti, i quali accettarono di lavorarci su; nel suo profilo Twitter, Li confermò di aver iniziato a lavorare alle parti di chitarra insieme a Totman a partire dal 2013. Il brano fu in seguito inserito anche nel successivo album dell Babymetal, Metal Resistance.
Riguardo alla scelta di unire due generi musicali così diversi, e alle critiche rivolte al gruppo da parte dei puristi dell'heavy metal, lo stesso Kobayashi puntualizzò:
(Kei Kobayashi a Metal Hammer, 2014)

## Stile musicale e tematiche

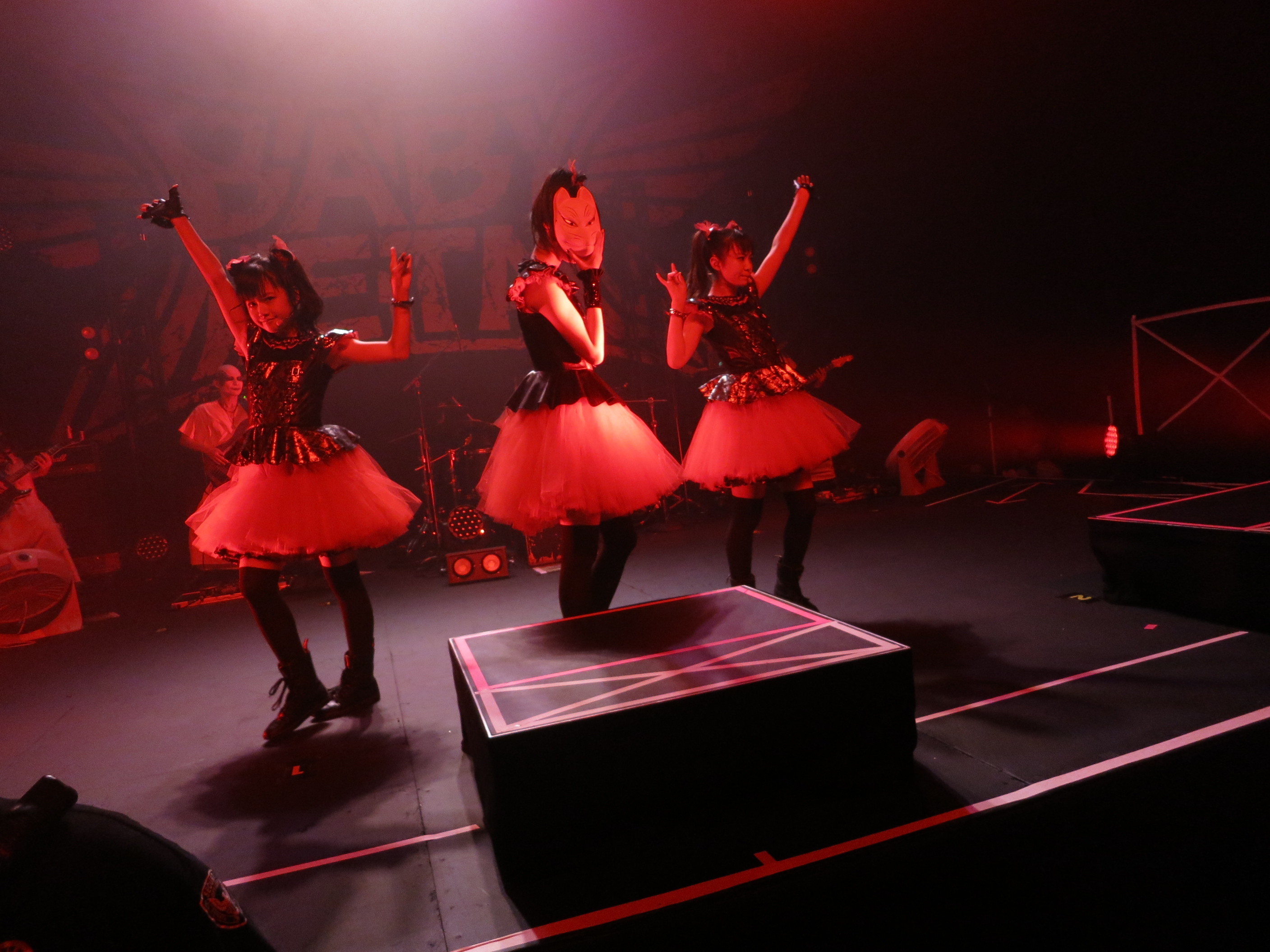
Le Babymetal durante l'esecuzione del brano Megitsune

Musicalmente l'album ricalca l'idea delle Babymetal di fondere j-pop e heavy metal in un unico genere, che il gruppo identifica come "kawaii metal". Oltre agli elementi caratteristici della musica pop giapponese, sono infatti presenti anche diverse componenti del metal, come riff potenti, rapide percussioni e voci gutturali. In generale, l'album abbraccia una vasta cerchia di generi, come il melodic death metal, il melodic speed metal, l'electronicore e il nu metal; alcune tracce traggono ispirazione dalla musica reggae, oppure dal rock elettronico e dall'industrial metal. In minima parte sono inoltre presenti elementi appartenenti al bubblegum pop, all'hip-hop, alla drum and bass e al dubstep.
La maggior parte dei testi si focalizza sui problemi che devono affrontare le giovani donne nella vita di tutti i giorni, come il sapersi accettare o l'iniziare a camminare con le proprie gambe. Vengono inoltre trattati argomenti più seri, come la lotta al bullismo, oltre a temi più leggeri e convenzionali alla musica idol. Lo stile adottato nei testi si discosta notevolmente da quello utilizzato dalla maggior parte dei gruppi metal, e la grande varietà dei temi trattati è dovuta principalmente ai numerosi parolieri che hanno lavorato all'album. In un'intervista Nakamoto confessò che il significato dei testi non fu immediatamente chiaro ai membri del gruppo, che ebbero bisogno di qualche tempo per capirne appieno il senso.

## Pubblicazione
Il 25 gennaio 2014 vennero svelati titolo e track list dell'album, mentre il 5 febbraio venne annunciata la sua data di uscita, il 26 febbraio 2014. L'album uscì in Giappone in due edizioni, una standard e una limitata, quest'ultima comprendente un DVD con i video musicali dei singoli fin lì pubblicati e il brano Gimme Chocolate!!, suonato dal vivo al Summer Sonic Festival di Tokyo nel 2013. Per promuovere l'uscita del disco la Tower Records organizzò un evento nella sua sede di Shinjuku la notte tra il 24 e il 25 febbraio, al quale presero parte trecento persone. Nell'occasione vennero vendute le prime mille copie dell'album.

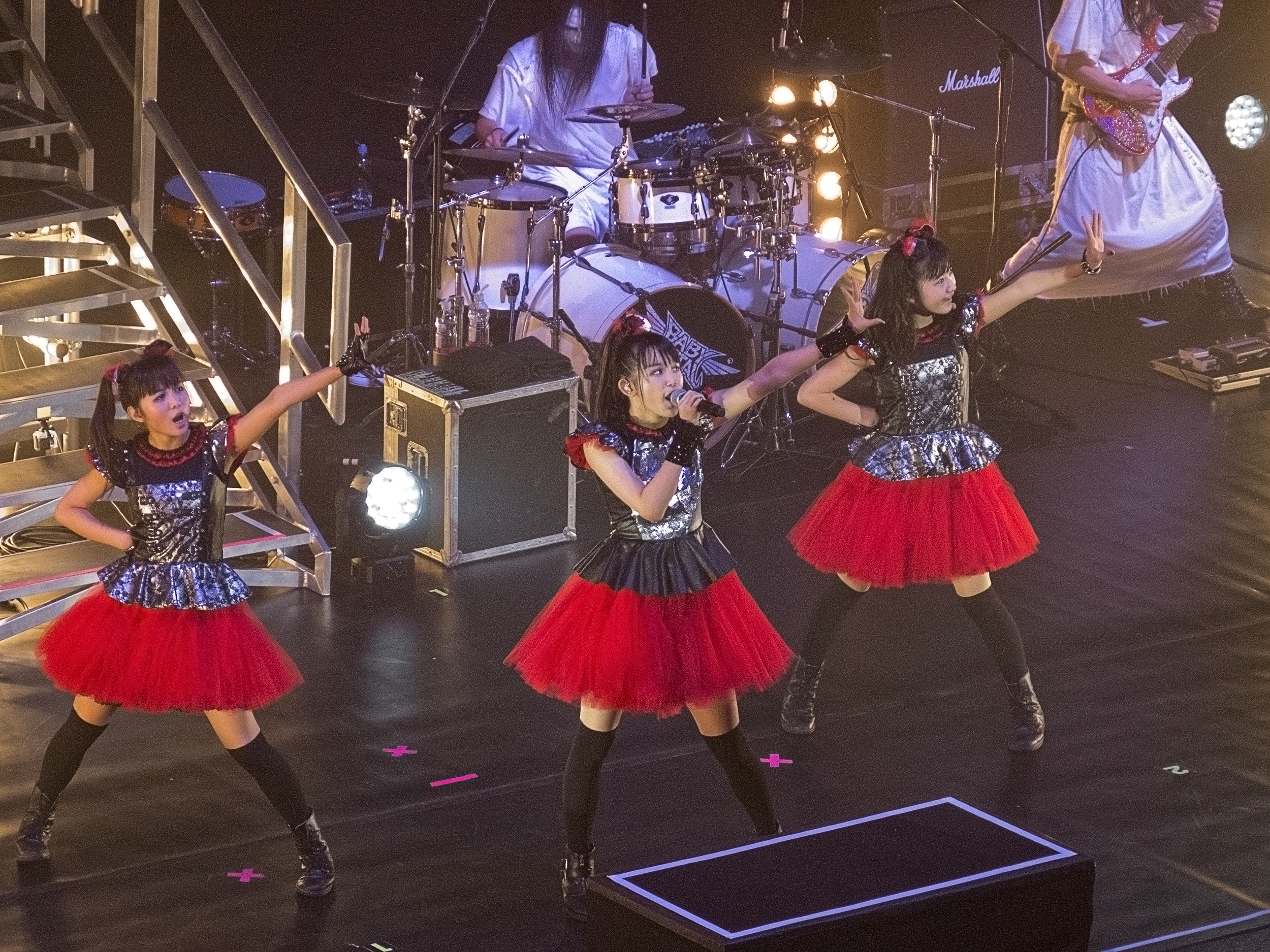
Le Babymetal in concerto alla Brixton Academy di Londra, novembre 2014

Il 26 luglio 2014 il gruppo ripubblicò l'edizione limitata dell'album con una nuova copertina, per celebrare l'inizio della loro prima tournée mondiale. Successivamente, nel 2015, il disco venne pubblicato anche in Europa e in Nord America, con l'aggiunta di due tracce aggiuntive: l'inedita Road of Resistance e una versione live di Gimme Chocolate!!, registrata alla Brixton Academy di Londra.
Babymetal fu inoltre distribuito in un'edizione speciale limitata, contenente una versione alternativa dei brani Akatsuki e 4 no uta, esclusivamente per i membri del fansite Babymetal Apocalypse Web.

## Tracce
1. Babymetal Death (BABYMETAL DEATH) – 5:48 (Kitsune of Metal God)
2. Megitsune (メギツネ) – 4:09 (testo: MK-metal, Norimetal – musica: Norimetal)
3. Gimme Chocolate!! (ギミチョコ！！) – 3:53 (testo: MK-metal, KxBxMetal – musica: Takeshi Ueda)
4. Ii ne! (いいね！) – 4:10 (testo: Chaos Nakata – musica: Mish-Mosh)
5. Akatsuki (紅月-アカツキ-) – 5:27 (testo: Nakametal, Tsubometal – musica: Tsubometal)
6. Dokidoki morning (ド・キ・ド・キ☆モーニング) – 3:45 (testo: Nakametal – musica: Norizo)
7. Onedari daisakusen (おねだり大作戦) – 3:17 (testo: Chaos Nakata – musica: Ryu-Metal, Fuji-Metal)
8. 4 no uta (4の歌) – 4:05 (Black Babymetal)
9. Ukiuki midnight (ウ・キ・ウ・キ★ミッドナイト) – 3:20 (testo: Chaos Nakata – musica: Ryu-Metal, Fuji-Metal)
10. Catch Me If You Can (Catch me if you can) – 3:57 (testo: Edometal – musica: Narasaki)
11. Akumu no rondo (悪夢の輪舞曲) – 3:37 (Yuyoyuppe)
12. Headbanger!! (ヘドバンギャー！！) – 4:02 (testo: Edometal – musica: Narasaki)
13. Ijime, dame, zettai (イジメ、ダメ、ゼッタイ) – 6:06 (testo: Nakametal, Tsubometal – musica: KxBxMetal, Tsubometal, Takemetal)

Durata totale: 55:36

## Formazione
- Su-metal
- Moametal
- Yuimetal